# Friedrich Dermietzel
Friedrich Wilhelm Dermietzel (* 14. Mai 1873 in Lunow; † 15. August 1942 ebenda) war ein deutscher Landwirt, Gutsbesitzer und Politiker (DNVP).

## Leben
Nach dem Volksschulabschluss besuchte Dermietzel eine landwirtschaftliche Schule. Er war ab 1890 als Landwirt tätig und besaß einen Gutshof in Lunow. Daneben war er Mitglied zahlreicher land- und forstwirtschaftlicher Berufsverbände, unter anderem Vorstandsmitglied der Landwirtschaftskammer Brandenburg, Vorsitzender der Vereinigung der Waldbauvereine in der Provinz Brandenburg und Vorsitzender der Gruppe der Kleinwaldbesitzer im Landesverband Preußischer Waldbesitzer-Verbände sowie Mitglied der Forstabteilung der Hauptlandwirtschaftskammer und Mitglied des Reichsforstwirtschaftsrates. Darüber hinaus war er Mitglied des Kuratoriums der Tabakforschungsanstalt in Karlsruhe und des Kuratoriums der landwirtschaftlichen Forschungsanstalten in Landsberg an der Warthe.
Dermietzel trat nach dem Ersten Weltkrieg in die Deutschnationale Volkspartei (DNVP) ein. Er war Stellvertreter des Amtsvorstehers in Lunow und wurde im Dezember 1924 als Abgeordneter in den Preußischen Landtag gewählt, dem er bis zum Ende der vierten Legislaturperiode 1932 angehörte. Im Parlament vertrat er den Wahlkreis 5 (Frankfurt a. O.).
Die Reste seines Nachlasses befinden sich heute im Kreisarchiv Barnim in Eberswalde.
Sein Sohn Friedrich Karl Dermietzel war Arzt und während der Zeit des Nationalsozialismus SS-Brigadeführer und Generalmajor der Waffen-SS.